# Krennerita
La krennerita es un mineral telururo, por tanto incluido en la clase de los minerales sulfuros. Fue descubierto en 1877 en Săcărâmb (Rumanía), siendo nombrada en honor de Joseph A. Krenner, mineralogista húngaro. Un sinónimo poco usado es el de müllerina.

## Características químicas
Es un teluro de oro y plata que cristaliza ortorrómbico, dimorfo con la calaverita (AuTe2) que lo hace en monoclínico. Además de los elementos de su fórmula, suele llevar como impureza el elemento hierro.

## Formación y yacimientos
Aparece en vetas hidrotermales en las que haya elemento telurio, junto a otros telururos.
Suele encontrarse asociado a otros minerales como: calaverita, coloradoíta, silvanita, petzita, hessita, telurio nativo, oro nativo, pirita o cuarzo.

## Usos
Aunque raro, es extraído como mena por su composición en dos metales nobles de alto valor, el oro y la plata.